# 八戸セメント
八戸セメント株式会社（はちのへセメント）は、住友大阪セメント傘下のセメントメーカー。本社および生産拠点の八戸工場は青森県八戸市大字新井田字下鷹待場7-1にある。

## 沿革
- 1918年（大正7年）2月 - 日出セメント株式会社会社設立。
- 1921年（大正10年）6月 - 湊工場（現・八戸工場）操業開始。
- 1925年（大正14年）7月 - 磐城セメント株式会社に合併。湊工場は同社の湊工業所となる。
- 1941年（昭和16年）1月 - 湊工業所が八戸工場に改称。
- 1963年（昭和38年）10月 - 住友セメント株式会社に社名変更。
- 1977年（昭和52年）
  - 8月10日 - 八戸セメント株式会社設立。
  - 9月10日 - 住友セメントより八戸工場を継承、営業開始。
- 1984年（昭和59年）5月 - 住友セメントなど7社と共同で、セメント共同販売会社のアンデスセメント共同事業株式会社を設立。
- 1994年（平成6年）
  - 5月 - アンデスセメント共同事業が解散。
  - 10月 - 親会社の住友セメントが住友大阪セメント株式会社に社名変更。